# Данемора (Њујорк)
Данемора (енгл. Dannemora) град је у америчкој савезној држави Њујорк.

## Демографија
По попису из 2010. године број становника је 3.936, што је 193 (-4,7%) становника мање него 2000. године.
| Група             | 2000.         | 2010.         |
| Белци             | 1.805 (43,7%) | 1.802 (45,8%) |
| Афроамериканци    | 1.567 (38,0%) | 1.649 (41,9%) |
| Азијати           | 40 (1,0%)     | 20 (0,5%)     |
| Хиспаноамериканци | 770 (18,6%)   | 523 (13,3%)   |
| Укупно            | 4.129         | 3.936         |